# Olena Holub

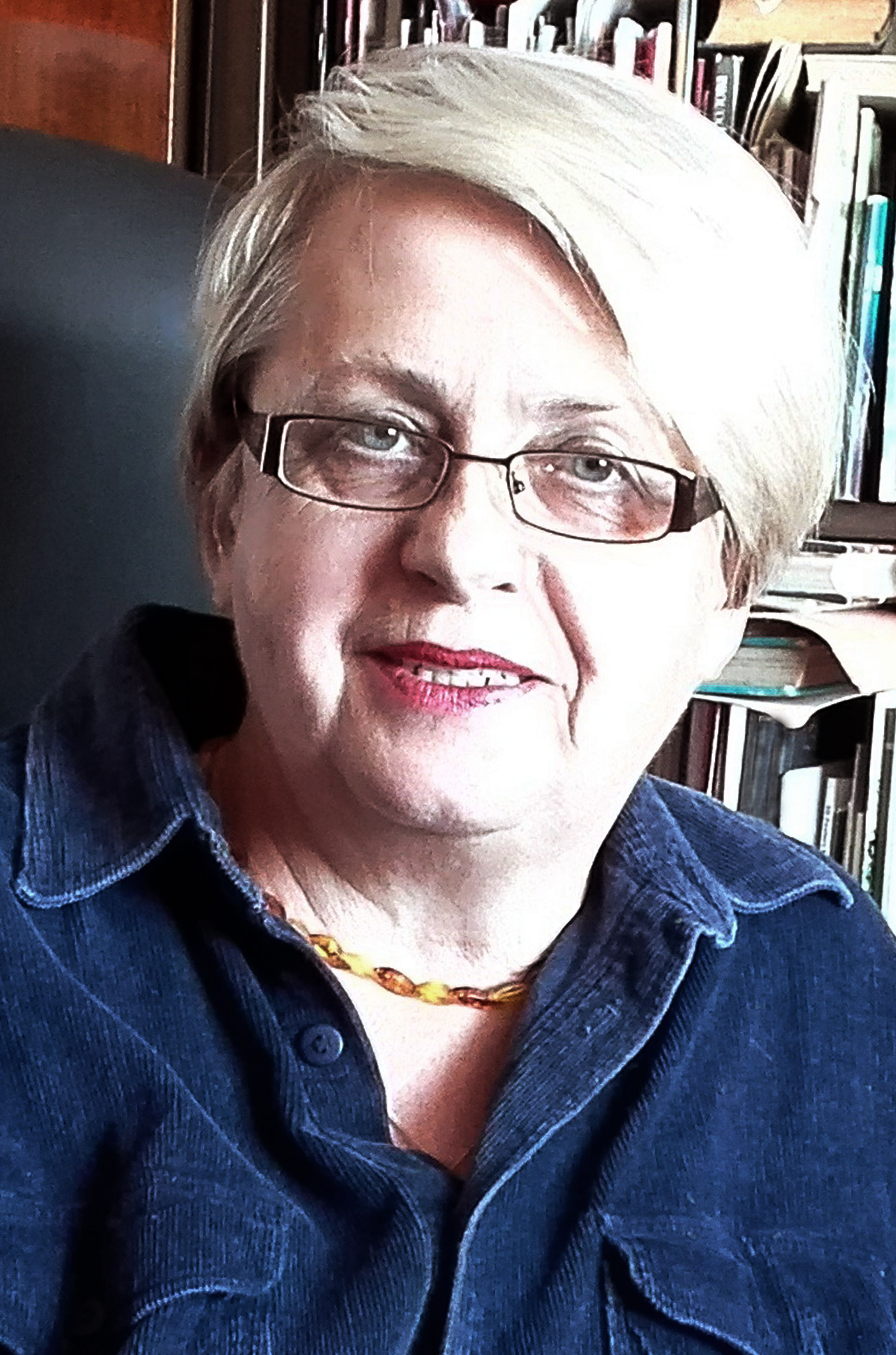
Olena Holub, 2017

Olena Jewheniwna Holub (ukrainisch Олена Євгенівна Голуб; * 25. Dezember 1951 in Kiew, Ukrainische Sozialistische Sowjetrepublik) ist eine ukrainische Malerin, Autorin und Kunstkritikerin.

## Leben und Werk

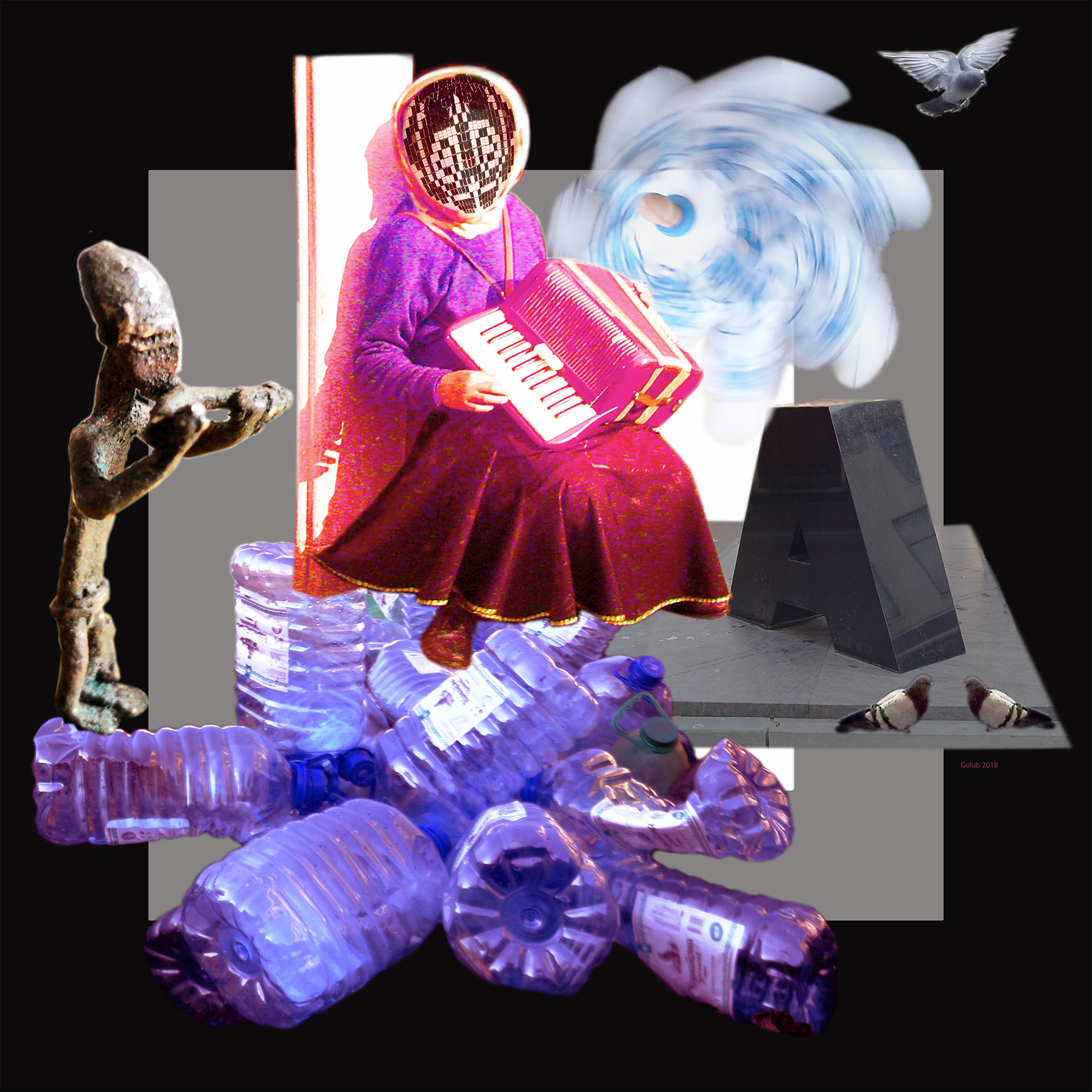
Bronzezeit, Asphaltzeit, Digitale Collage, 2018

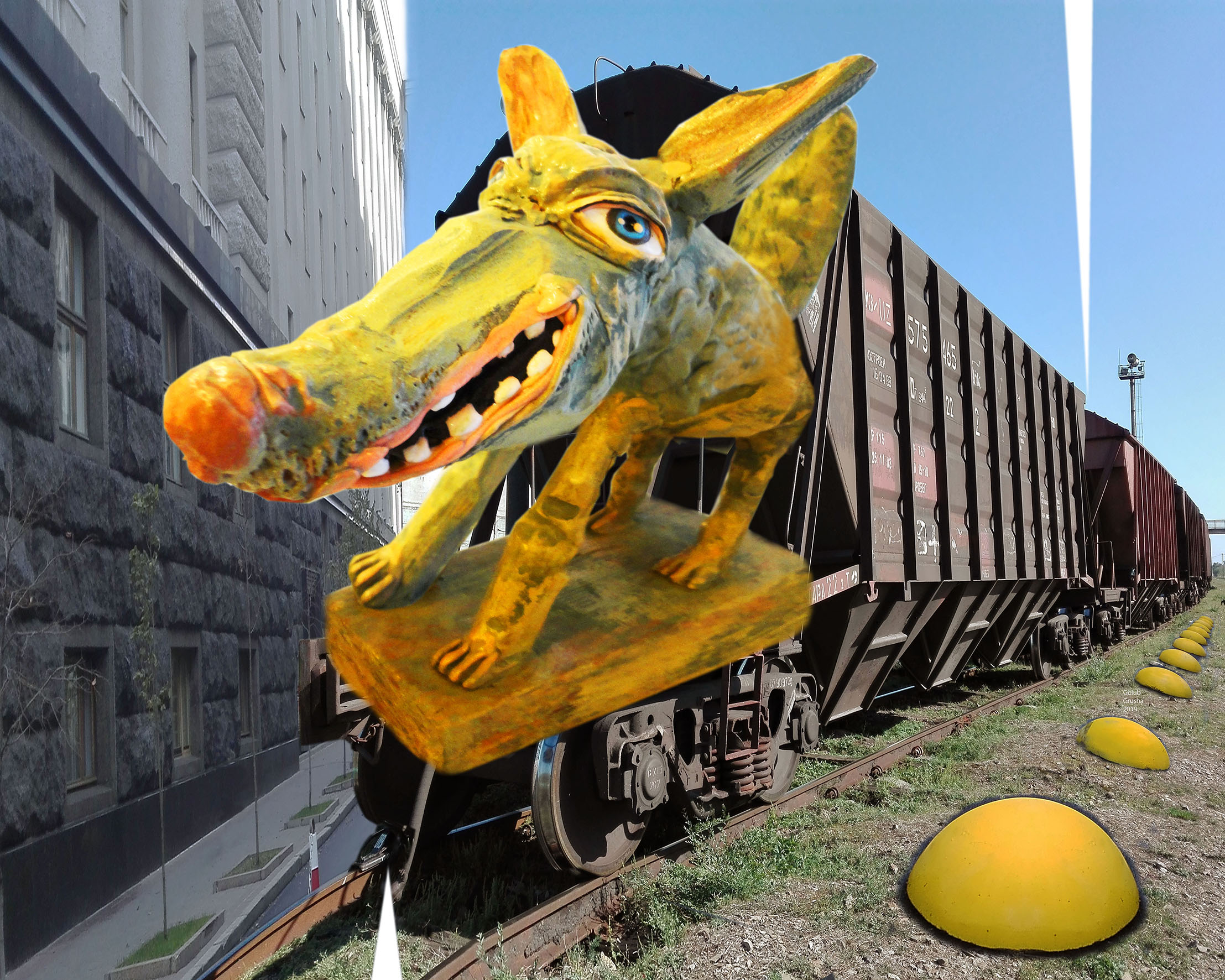
Digitalprint 2019

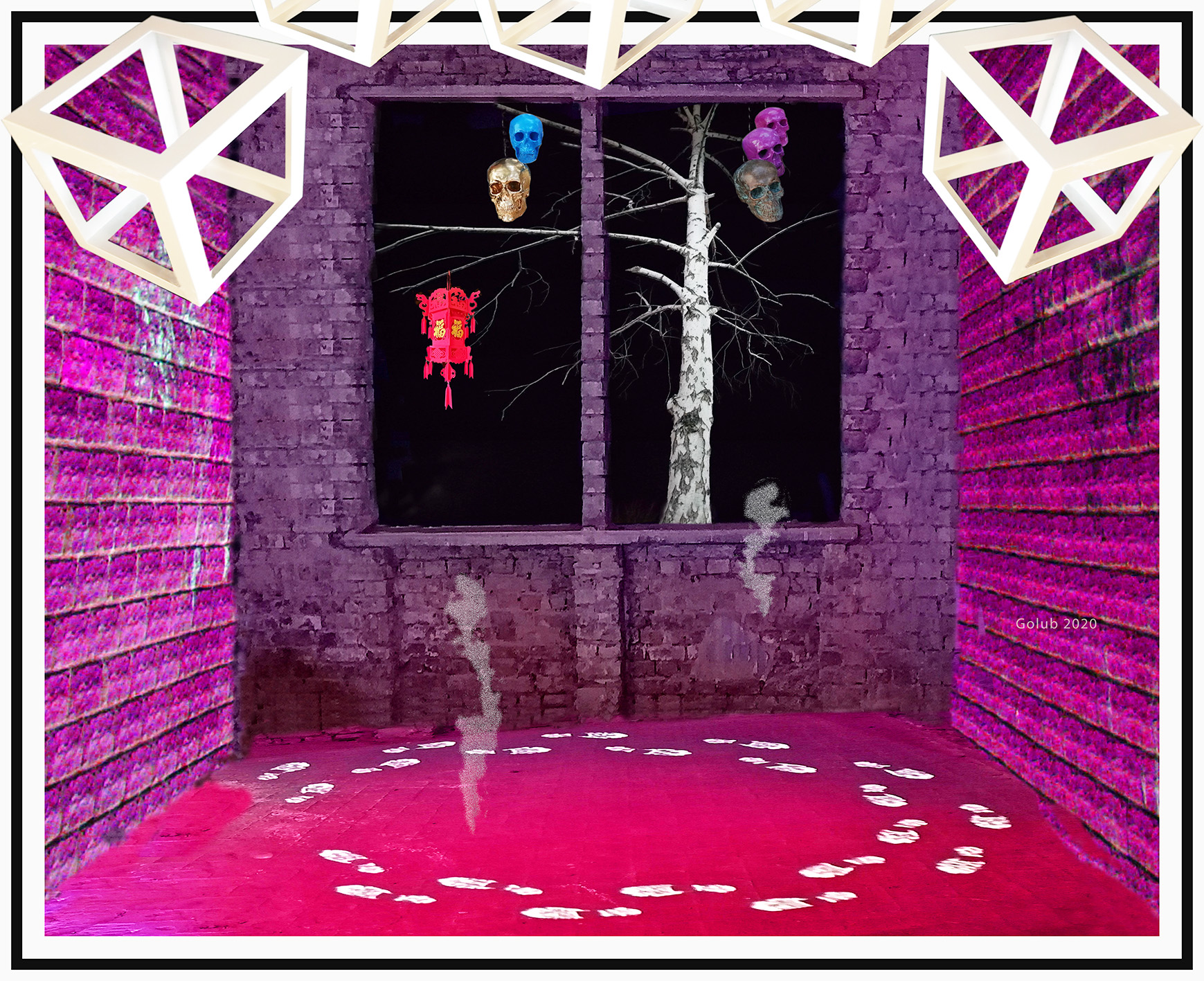
Quiet room, 2020

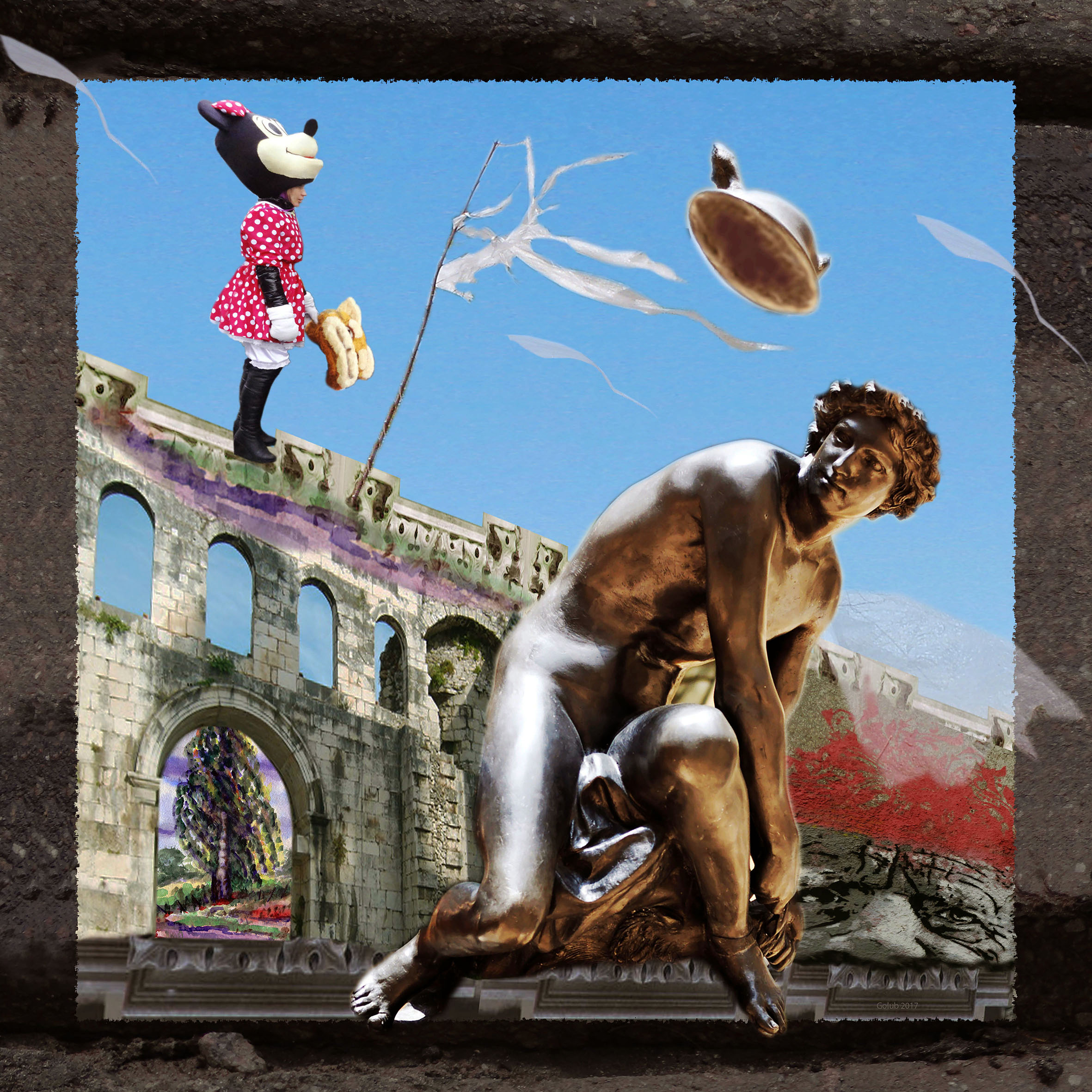
Digitalprint Wind, 2017

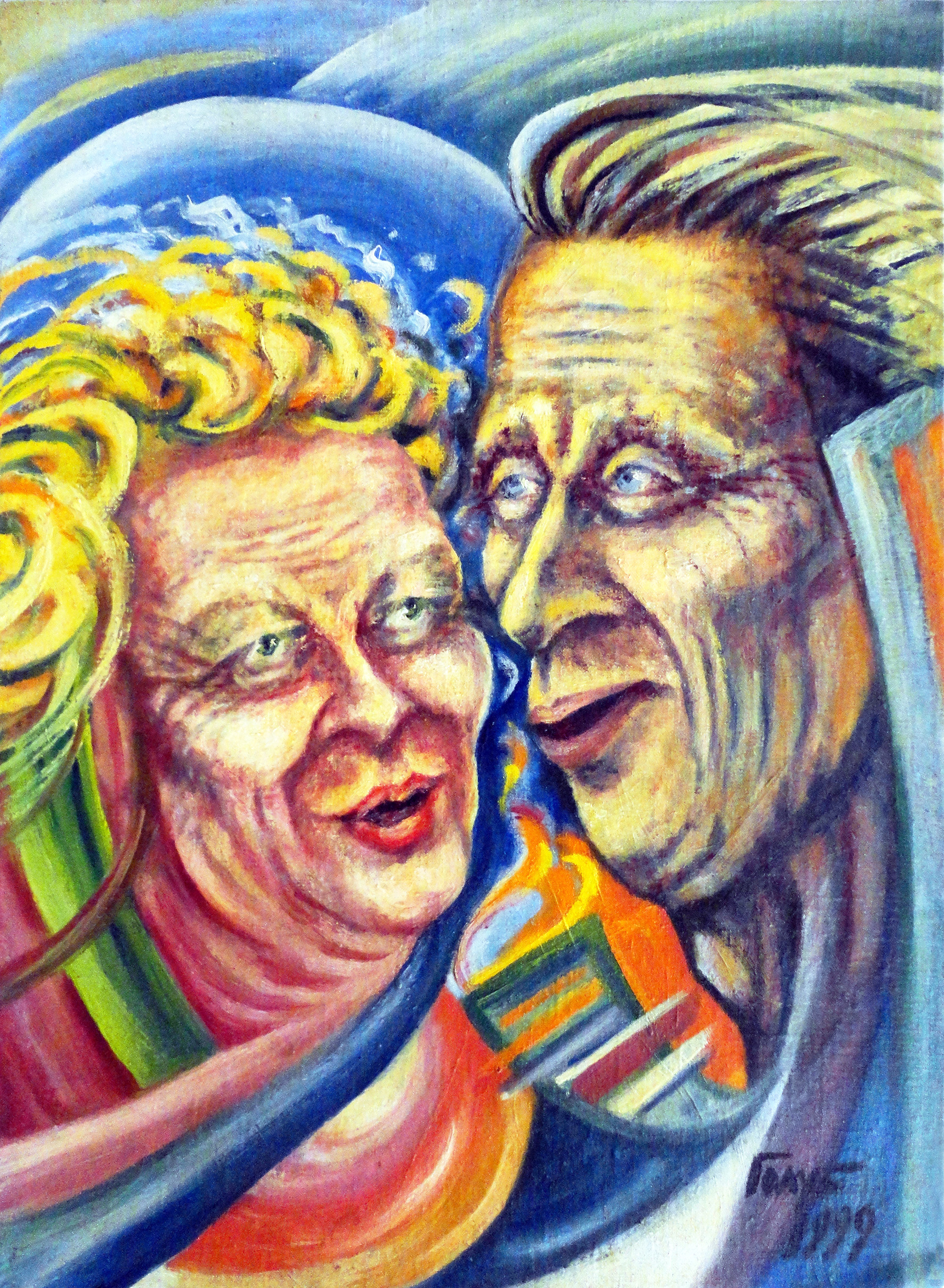
My parents’s song, 1999

Holub ist die Tochter des Journalisten Jewhen Holub und der Beamtin Sinajida Morosowa. Sie absolvierte 1974 die Abteilung für Biophysik an der Nationalen Taras-Schewtschenko-Universität Kiew und arbeitete einige Zeit als Ingenieurin. In den 1970er Jahren studierte sie nicht an der Kunstakademie, sondern nahm privaten Zeichenunterricht bei Wilen Barsky (1930–2012), Wassyl Sabaschta (1918–2016), Semen Kaplan (1928–2021) und an der Ukrainischen Druckakademie. In den Jahren von 1977 bis 1978 nahm sie zusammen mit den Avantgarde-Künstlern Mykola Trehub, Wudon Baklyzkyj, Nicholas Salewsky, Olexander Kostezki, und anderen an Ausstellungen der Vereinigung Rukh teil. Sie graduierte 1986 am Institut für Journalistik.
Holub arbeitete als Illustratorin für Zeitschriften und Redakteurin im Verlag Rainbow. Sie ist Autorin von mehr als 100 Publikationen zur zeitgenössischen Kunst.
Ihre Gemälde wurden von 2000 bis 2002 erfolgreich in Kiew und Magdeburg auf internationalen Kunstfestivals ausgestellt. Seit 2003 schuf sie eine Reihe von Arbeiten, die sie Fotoinstallationen nannte, grafische Kompositionen, die in der Technik des Digitaldrucks hergestellt wurden. Sie nahm an den internationalen Medienausstellungen Matrix HEAA teil und wurde 2019 Mitglied dieser Vereinigung. Seit 2003 ist sie Mitglied der Nationalen Union der Künstler der Ukraine.
Sie beteiligte sich an der Ausstellung „Slawa Ukrajini! Ukrainische Kunst in Zeiten des Krieges“, Wesel, Deutschland, 2023.
Ihr Ehemann ist der Kulturwissenschaftler Petro Jakowenko, mit dem sie zwei Kinder bekam.

## Ausstellungen (Auswahl)
- 2000: І International Art Festivals, Magdeburg
- 2001: ІІ International Art Festivals, Magdeburg
- 2003: International triennial «Eurografik», Krakau, Polen
- 2003: ІІІ International Art Festival, Magdeburg
- 2004: Signals of inexact time, Fotoinstallationsprojekt, «Maysternya» gallery, Kiew, Ukraine
- 2005, 1985, 1983 – International biennial of humour and satire in the art, Gabrovo, Bulgarien
- 2005: Fotoausstellung, Linz
- 2007: Gyeongnam International Art Festival, Masan, Korea
- 2008: Digital yard №3, Kuratorin und Ausstellerin in der WG Kunst Gallery, Amsterdam
- 2009: National Museum of Literature of Ukraine, Kiew
- 2011: IV. Moskauer Biennale

## Auszeichnungen (Auswahl)
- 2012: Preis «Matrizen 2012», Budapest, Ungarn
- 2017: Verdiensturkunde «Matrizen 2017», Budapest
- 2020: Marcil Lavallée Prize (3. Preis), Ottawa, Kanada
- 2021: Platon-Biletsky-Preis der National Union of Artists of Ukraine[4]

## Veröffentlichungen
- mit N. Musienko, P. Yakovenko: Буржуазная массовая культура: новые времена, старые проблемы. (deutsch: Bürgerliche Massenkultur: Neue Zeiten, alte Probleme). Kiew, Kunst, 1988.
- Свято непокори та будні андеграунду (deutsch: Ein Feiertag des Ungehorsams und des Untergrundalltags). Kiew, Verlag Antikvar, 2017.